# جان اوریارته
جان امیلی اوریارته (انگلیسی: Jon Emili Uriarte؛ زادهٔ ۱۵ اکتبر ۱۹۶۱) بازیکن سابق و مربی فعلی والیبال اهل آرژانتین است. جان در حال حاضر هدایت تیم ملی والیبال استرالیا را بر عهده دارد. اوریارته به عضو تیم ملی آرژانتین در بازی‌های المپیک تابستانی ۱۹۸۸ بود که از بازیکن‌های مثبت تیم خود محسوب می‌شد، آرژانتین در المپیک سئول مدال برنز را کسب کرد و همچنین مدال برنز قهرمانی جهان ۱۹۸۲ را نیز به عنوان بازیکن در کارنامه دارد. اوریارته مربیگری را از سال ۱۹۹۱ آغاز کرد و در سال ۲۰۰۱ سرمربی استرالیا شد و بعد موسسه ورزش استرالیا را بنا نهاد، نهادی که وظیفه پرورش بازیکن برای تیم ملی والیبال استرالیا را بر عهده دارد و به این دلیل استرالیا از بازیکنان جوان زیادی بهره می‌برد. اوریارته در سال ۲۰۰۶ از تیم ملی استرالیا جدا شد و مربیگری تیم‌های ویوو میناس و کالیپو والنتیا و سپس تیم ملی والیبال آرژانتین را بر عهده گرفت اما از سال ۲۰۱۱ بازهم به تیم ملی والیبال استرالیا بازگشت و این تیم را به بازی‌های المپیک تابستانی ۲۰۱۲ لندن رساند. اوریارته به زبان‌های انگلیسی، ایتالیایی، فرانسوی و پرتغالی صحبت می‌کند و پسر او نیکولاس اوریارته بازیکن تیم ملی والیبال آرژانتین است.